# Liste des titres musicaux numéro un au Royaume-Uni en 1975
Cette page liste les titres classés no 1 des ventes de disques au Royaume-Uni pour l'année 1975 selon The Official Charts Company.
Les classements hebdomadaires sont issus des UK Singles Chart et UK Albums Chart.

## Classement des singles
| №  | Date         | Artiste                                 | Titre                                   | Référence |
| -- | ------------ | --------------------------------------- | --------------------------------------- | --------- |
| 1  | 5 janvier    | Mud                                     | Lonely This Christmas                   |           |
| 2  | 12 janvier   | Status Quo                              | Down Down                               |           |
| 3  | 19 janvier   | The Tymes (en)                          | Ms Grace                                |           |
| 4  | 26 janvier   | Pilot (en)                              | January                                 |           |
| 5  | 2 février    | Pilot (en)                              | January                                 |           |
| 6  | 9 février    | Pilot (en)                              | January                                 |           |
| 7  | 16 février   | Steve Harley and Cockney Rebel          | Make Me Smile (Come Up and See Me) (en) |           |
| 8  | 23 février   | Steve Harley and Cockney Rebel          | Make Me Smile (Come Up and See Me) (en) |           |
| 9  | 2 mars       | Telly Savalas                           | If                                      |           |
| 10 | 9 mars       | Telly Savalas                           | If                                      |           |
| 11 | 16 mars      | Bay City Rollers                        | Bye, Bye, Baby (Baby Goodbye) (en)      |           |
| 12 | 23 mars      | Bay City Rollers                        | Bye, Bye, Baby (Baby Goodbye) (en)      |           |
| 13 | 30 mars      | Bay City Rollers                        | Bye, Bye, Baby (Baby Goodbye) (en)      |           |
| 14 | 6 avril      | Bay City Rollers                        | Bye, Bye, Baby (Baby Goodbye) (en)      |           |
| 15 | 13 avril     | Bay City Rollers                        | Bye, Bye, Baby (Baby Goodbye) (en)      |           |
| 16 | 20 avril     | Bay City Rollers                        | Bye, Bye, Baby (Baby Goodbye) (en)      |           |
| 17 | 27 avril     | Mud                                     | Oh, Boy!                                |           |
| 18 | 4 mai        | Mud                                     | Oh, Boy!                                |           |
| 19 | 11 mai       | Tammy Wynette                           | Stand by Your Man                       |           |
| 20 | 18 mai       | Tammy Wynette                           | Stand by Your Man                       |           |
| 21 | 25 mai       | Tammy Wynette                           | Stand by Your Man                       |           |
| 22 | 1er juin     | Windsor Davies (en) et Don Estelle (en) | Whispering Grass                        |           |
| 23 | 8 juin       | Windsor Davies (en) et Don Estelle (en) | Whispering Grass                        |           |
| 24 | 15 juin      | Windsor Davies (en) et Don Estelle (en) | Whispering Grass                        |           |
| 25 | 22 juin      | 10cc                                    | I'm Not in Love                         |           |
| 26 | 29 juin      | 10cc                                    | I'm Not in Love                         |           |
| 27 | 6 juillet    | Johnny Nash                             | Tears on My Pillow                      |           |
| 28 | 13 juillet   | Bay City Rollers                        | Give a Little Love                      |           |
| 29 | 20 juillet   | Bay City Rollers                        | Give a Little Love                      |           |
| 30 | 27 juillet   | Bay City Rollers                        | Give a Little Love                      |           |
| 31 | 3 août       | Typically Tropical (en)                 | Barbados                                |           |
| 32 | 10 août      | The Stylistics                          | Can't Give You Anything (But My Love)   |           |
| 33 | 17 août      | The Stylistics                          | Can't Give You Anything (But My Love)   |           |
| 34 | 24 août      | The Stylistics                          | Can't Give You Anything (But My Love)   |           |
| 35 | 31 août      | Rod Stewart                             | Sailing                                 |           |
| 36 | 7 septembre  | Rod Stewart                             | Sailing                                 |           |
| 37 | 14 septembre | Rod Stewart                             | Sailing                                 |           |
| 38 | 21 septembre | Rod Stewart                             | Sailing                                 |           |
| 39 | 28 septembre | David Essex                             | Hold Me Close                           |           |
| 40 | 5 octobre    | David Essex                             | Hold Me Close                           |           |
| 41 | 12 octobre   | David Essex                             | Hold Me Close                           |           |
| 42 | 19 octobre   | Art Garfunkel                           | I Only Have Eyes for You                |           |
| 43 | 26 octobre   | Art Garfunkel                           | I Only Have Eyes for You                |           |
| 44 | 2 novembre   | David Bowie                             | Space Oddity                            |           |
| 45 | 9 novembre   | David Bowie                             | Space Oddity                            |           |
| 46 | 16 novembre  | Billy Connolly                          | D.I.V.O.R.C.E.                          |           |
| 47 | 23 novembre  | Queen                                   | Bohemian Rhapsody                       |           |
| 48 | 30 novembre  | Queen                                   | Bohemian Rhapsody                       |           |
| 49 | 7 décembre   | Queen                                   | Bohemian Rhapsody                       |           |
| 50 | 14 décembre  | Queen                                   | Bohemian Rhapsody                       |           |
| 51 | 21 décembre  | Queen                                   | Bohemian Rhapsody                       |           |
| 52 | 28 décembre  | Queen                                   | Bohemian Rhapsody                       |           |

## Classement des albums
| №  | Date         | Artiste               | Titre                      | Référence |
| -- | ------------ | --------------------- | -------------------------- | --------- |
| 1  | 5 janvier    | Elton John            | Elton John's Greatest Hits |           |
| 2  | 12 janvier   | Elton John            | Elton John's Greatest Hits |           |
| 3  | 19 janvier   | Elton John            | Elton John's Greatest Hits |           |
| 4  | 26 janvier   | Elton John            | Elton John's Greatest Hits |           |
| 5  | 2 février    | Engelbert Humperdinck | His Greatest Hits          |           |
| 6  | 9 février    | Engelbert Humperdinck | His Greatest Hits          |           |
| 7  | 16 février   | Engelbert Humperdinck | His Greatest Hits          |           |
| 8  | 23 février   | Status Quo            | On the Level               |           |
| 9  | 2 mars       | Status Quo            | On the Level               |           |
| 10 | 9 mars       | Led Zeppelin          | Physical Graffiti          |           |
| 11 | 16 mars      | Tom Jones             | 20 Greatest Hits           |           |
| 12 | 23 mars      | Tom Jones             | 20 Greatest Hits           |           |
| 13 | 30 mars      | Tom Jones             | 20 Greatest Hits           |           |
| 14 | 6 avril      | Tom Jones             | 20 Greatest Hits           |           |
| 15 | 13 avril     | The Stylistics        | The Best of The Stylistics |           |
| 16 | 20 avril     | The Stylistics        | The Best of The Stylistics |           |
| 17 | 27 avril     | Bay City Rollers      | Once Upon a Star           |           |
| 18 | 4 mai        | Bay City Rollers      | Once Upon a Star           |           |
| 19 | 11 mai       | Bay City Rollers      | Once Upon a Star           |           |
| 20 | 18 mai       | The Stylistics        | The Best of The Stylistics |           |
| 21 | 25 mai       | The Stylistics        | The Best of The Stylistics |           |
| 22 | 1er juin     | The Stylistics        | The Best of The Stylistics |           |
| 23 | 8 juin       | The Stylistics        | The Best of The Stylistics |           |
| 24 | 15 juin      | The Stylistics        | The Best of The Stylistics |           |
| 25 | 22 juin      | Wings                 | Venus and Mars             |           |
| 26 | 29 juin      | The Carpenters        | Horizon                    |           |
| 27 | 6 juillet    | The Carpenters        | Horizon                    |           |
| 28 | 13 juillet   | Wings                 | Venus and Mars             |           |
| 29 | 20 juillet   | The Carpenters        | Horizon                    |           |
| 30 | 27 juillet   | The Carpenters        | Horizon                    |           |
| 31 | 3 août       | The Carpenters        | Horizon                    |           |
| 32 | 10 août      | The Stylistics        | The Best of The Stylistics |           |
| 33 | 17 août      | The Stylistics        | The Best of The Stylistics |           |
| 34 | 24 août      | Rod Stewart           | Atlantic Crossing          |           |
| 35 | 31 août      | Rod Stewart           | Atlantic Crossing          |           |
| 36 | 7 septembre  | Rod Stewart           | Atlantic Crossing          |           |
| 37 | 14 septembre | Rod Stewart           | Atlantic Crossing          |           |
| 38 | 21 septembre | Rod Stewart           | Atlantic Crossing          |           |
| 39 | 28 septembre | Pink Floyd            | Wish You Were Here         |           |
| 40 | 5 octobre    | Rod Stewart           | Atlantic Crossing          |           |
| 41 | 12 octobre   | Rod Stewart           | Atlantic Crossing          |           |
| 42 | 19 octobre   | Jim Reeves            | 40 Golden Greats           |           |
| 43 | 26 octobre   | Jim Reeves            | 40 Golden Greats           |           |
| 44 | 2 novembre   | Jim Reeves            | 40 Golden Greats           |           |
| 45 | 9 novembre   | Max Boyce             | We All Had Doctor's Papers |           |
| 46 | 16 novembre  | Perry Como            | 40 Greatest Hits           |           |
| 47 | 23 novembre  | Perry Como            | 40 Greatest Hits           |           |
| 48 | 30 novembre  | Perry Como            | 40 Greatest Hits           |           |
| 49 | 7 décembre   | Perry Como            | 40 Greatest Hits           |           |
| 50 | 14 décembre  | Perry Como            | 40 Greatest Hits           |           |
| 51 | 21 décembre  | Queen                 | A Night at the Opera       |           |
| 52 | 28 décembre  | Queen                 | A Night at the Opera       |           |

## Meilleures ventes de l'année
| Singles | Albums |
| --- | --- |
| 1. Bay City Rollers – Bye, Bye, Baby (Baby Goodbye) 2. Rod Stewart - Sailing 3. The Stylistics – Can't Give You Anything (But My Love) 4. Windsor Davies et Don Estelle - Whispering Grass 5. Tammy Wynette - Stand by Your Man 6. Bay City Rollers - Give a Little Love 7. David Essex - Hold Me Close 8. Art Garfunkel - I Only Have Eyes for You 9. Roger Whittaker - The Last Farewell 10. 10cc - I'm Not in Love | 1. The Stylistics – The Best of The Stylistics 2. Bay City Rollers - Once Upon a Star 3. Rod Stewart - Atlantic Crossing 4. The Carpenters - Horizon 5. Elvis Presley - Elvis' 40 Greatest Hits 6. Jim Reeves - 40 Golden Greats 7. Mike Oldfield - Tubular Bells 8. Elton John - Elton John's Greatest Hits 9. Wings - Venus and Mars 10. The Carpenters - The Singles 1969-1973 |